# Carnet (Manche)
Pour les articles homonymes, voir Carnet.
Pour l’article ayant un titre homophone, voir Carney.
Carnet est une ancienne commune française, située dans le département de la Manche en région Normandie, peuplée de 492 habitants, devenue le 1er janvier 2017 une commune déléguée au sein de la commune nouvelle de Saint-James.

## Géographie
La commune est au sud-ouest de l'Avranchin. Son bourg est à 3,5 km à l'ouest de Saint-James, à 14 km au nord-est d'Antrain, à 14 km au sud-est de Pontorson et à 25 km au nord-ouest de Fougères.
| Argouges | Villiers-le-Pré, Saint-James       | Saint-James                |
| Argouges | Carnet                             | Saint-James                |
| Argouges | Argouges, Coglès (Ille-et-Vilaine) | Le Ferré (Ille-et-Vilaine) |

## Toponymie
Le nom de la localité est attesté sous les formes Kerneth en 1151, Kernet entre 1156 et 1158, Chernetum en 1168, Kernet entre 1179 et 1195 et en 1214, Quernet en 1221, ecclesia de Carneto en 1412, ecclesia de Querneto vers 1480, Carnet entre 1612 et 1636.
L'origine du toponyme n'est pas clairement établie. Albert Dauzat y décèle une forme dialectale issue du latin carpinus : carne, « charme », soit « lieu planté de charmes ».
On sait que les toponymes de végétation sont de fréquents marqueurs. On ne peut cependant pas exclure formellement une autre explication telle qu'une formation gauloise carnate « lieu où il y a des pierres ».
Le gentilé est Carnetais.

## Histoire
Un Guillaume de Carnet figure, sur la liste de Dives des compagnons de Guillaume le Conquérant à Hastings, et dans une charte de Guillaume de Saint-Hilaire au cartulaire de Savigny.
Un Jehan, bâtard de Carnet, fils naturel de Gilles Guiton, chevalier de Rhodes, et de Marie Iscra qui avait soigné ses blessures après la bataille de Nicopolis en 1396 et qui vint, en 1419, de Hongrie faire reconnaître son fils avec un écrit pour appui. Charles VII l'anoblira.
Jean Guiton (1392-1460), seigneur de Carnet, capitaine de Saint-James en 1448, ayant servi sous les ordres de Jeanne d'Arc avec Thomas de La Paluelle. Il aurait été l'un des 119 défenseurs du Mont-Saint-Michel. Chef de bande redouté, Charles VII lui accorda des lettres de grâces en souvenir de ses services, pour pardon de ses excès.
Lors de la période révolutionnaire, Gille Gosselin (1762-1795), né et vicaire à Carnet, ayant refuser de prêter serment, fut exilé à Jersey. Revenu, il sera arrêté à Argouges et abattu.

### Circonscriptions administratives avant la Révolution
- Généralité : Caen.
- Élection : Avranches.
- Sergenterie : Saint-James.

### Circonscriptions ecclésiastiques avant la Révolution
- Diocèse : Avranches.
- Archidiaconé : Avranches.
- Doyenné : Avranchin.

## Politique et administration

### Liste des maires
| Période                                  | Période              | Identité                    | Étiquette | Qualité                                                     |
| ---------------------------------------- | -------------------- | --------------------------- | --------- | ----------------------------------------------------------- |
| Les données manquantes sont à compléter. |                      |                             |           |                                                             |
| 1798                                     | janvier 1836 (décès) | François Petipas            |           |                                                             |
| 1836                                     | 1856                 | Aimé-Louis Salmon           |           |                                                             |
| 1856                                     | 1879                 | Julien François Maheux      |           |                                                             |
| 1879                                     | 1892                 | Fabien Salmon               |           |                                                             |
| 1892                                     | mai 1900             | Jean-Marie Fouasse          |           |                                                             |
| mai 1900                                 | mai 1904             | François Salmon             |           |                                                             |
| mai 1904                                 | 1940                 | Arsène Dauguet (1862-1948)  |           |                                                             |
| 1940                                     | mai 1953             | Jean-Marie Janvier          |           |                                                             |
| mai 1953                                 | juin 1976 (décès)    | Pierre Besnard (1910-1976)  |           |                                                             |
| octobre 1976                             | juin 1995            | Augustin Salmon (1922-2000) |           | Maire honoraire (1996)                                      |
| juin 1995                                | mars 2008            | Auguste Letranchant         | SE        | Agriculteur retraité Vice-président de la CC de Saint-James |
| mars 2008                                | décembre 2016        | Pierre Prod'Homme           | SE        | Agriculteur                                                 |

Le conseil municipal était composé de onze membres dont le maire et deux adjoints.

### Liste des maires délégués
| Période      | Période  | Identité          | Étiquette | Qualité     |
| ------------ | -------- | ----------------- | --------- | ----------- |
| janvier 2017 | mai 2020 | Pierre Prod'Homme | SE        | Agriculteur |
| mai 2020     | En cours | Jean-René Guérin  | SE        | Agriculteur |

## Population et société

### Démographie
L'évolution du nombre d'habitants est connue à travers les recensements de la population effectués dans la commune depuis 1793. À partir du 1er janvier 2009, les populations légales des communes sont publiées annuellement dans le cadre d'un recensement qui repose désormais sur une collecte d'information annuelle, concernant successivement tous les territoires communaux au cours d'une période de cinq ans. 
Pour les communes de moins de 10 000 habitants, une enquête de recensement portant sur toute la population est réalisée tous les cinq ans, les populations légales des années intermédiaires étant quant à elles estimées par interpolation ou extrapolation. Pour la commune, le premier recensement exhaustif entrant dans le cadre du nouveau dispositif a été réalisé en 2007,.
En 2021, la commune comptait 492 habitants, en évolution de −0,4 % par rapport à 2015 (Manche : +0,44 %, France hors Mayotte : +2,49 %).
Au premier recensement républicain, en 1793, Carnet comptait 1 306 habitants, population jamais atteinte depuis.
| 1793  | 1800  | 1806  | 1821  | 1831  | 1836  | 1841  | 1846  | 1851  |
| ----- | ----- | ----- | ----- | ----- | ----- | ----- | ----- | ----- |
| 1 306 | 1 249 | 1 296 | 1 298 | 1 219 | 1 197 | 1 236 | 1 200 | 1 136 |

| 1856  | 1861  | 1866 | 1872 | 1876 | 1881 | 1886 | 1891 | 1896 |
| ----- | ----- | ---- | ---- | ---- | ---- | ---- | ---- | ---- |
| 1 068 | 1 004 | 998  | 894  | 908  | 881  | 849  | 836  | 788  |

| 1901 | 1906 | 1911 | 1921 | 1926 | 1931 | 1936 | 1946 | 1954 |
| ---- | ---- | ---- | ---- | ---- | ---- | ---- | ---- | ---- |
| 749  | 710  | 660  | 585  | 559  | 561  | 556  | 546  | 558  |

| 1962 | 1968 | 1975 | 1982 | 1990 | 1999 | 2006 | 2011 | 2016 |
| ---- | ---- | ---- | ---- | ---- | ---- | ---- | ---- | ---- |
| 539  | 476  | 446  | 412  | 398  | 433  | 465  | 477  | 507  |

| 2019 | - | - | - | - | - | - | - | - |
| ---- | - | - | - | - | - | - | - | - |
| 496  | - | - | - | - | - | - | - | - |

### Activité et manifestations
La Sainte-Anne a lieu le dernier week-end de juillet. Le programme habituel est composé d'une course de vélo et d'un bal dans la salle des fêtes le samedi. Le dimanche, la messe de 11 heures est suivie d'un verre de l'amitié offert par la mairie et le comité des fêtes ; à midi, un repas est organisé par le comité des fêtes à la salle des fêtes ; l'après-midi, divers jeux dans la cour de la mairie, une course de vélo organisée par le Vélo-club de Saint-James, des baptêmes de vols (ULM ou hélicoptère), une exposition dans l'ancienne école de la mairie. Le soir, spectacle dans le bourg, feu d'artifice, bal dans la salle des fêtes.

### Associations
- Comité des fêtes. Manifestations : un loto en mars, organisation de la Sainte-Anne, sorties diverses en car.
- Société de chasse. Manifestation : un ball-trap à la Pentecôte.
- Club des toujours jeunes (une soixantaine de membres). Manifestations : deuxième jeudi de chaque mois, à l'exception des mois de juillet et août ; un repas en juin et en décembre, plusieurs concours de belote.
- Centre d'action sociale : organisation du repas des Cheveux Blancs à la salle des fêtes.
- Anciens combattants : participation aux cérémonies patriotiques et congrès.

## Économie

### Entreprises
- Une SCEA agriculture, vente de volailles sur les marchés.
- Quatre entreprises du bâtiment, dont menuiserie et couverture-charpente.
- Une entreprise d'agroalimentaire, engrais.

### Commerces
- Un bar-tabac-épicerie.

## Lieux et monuments

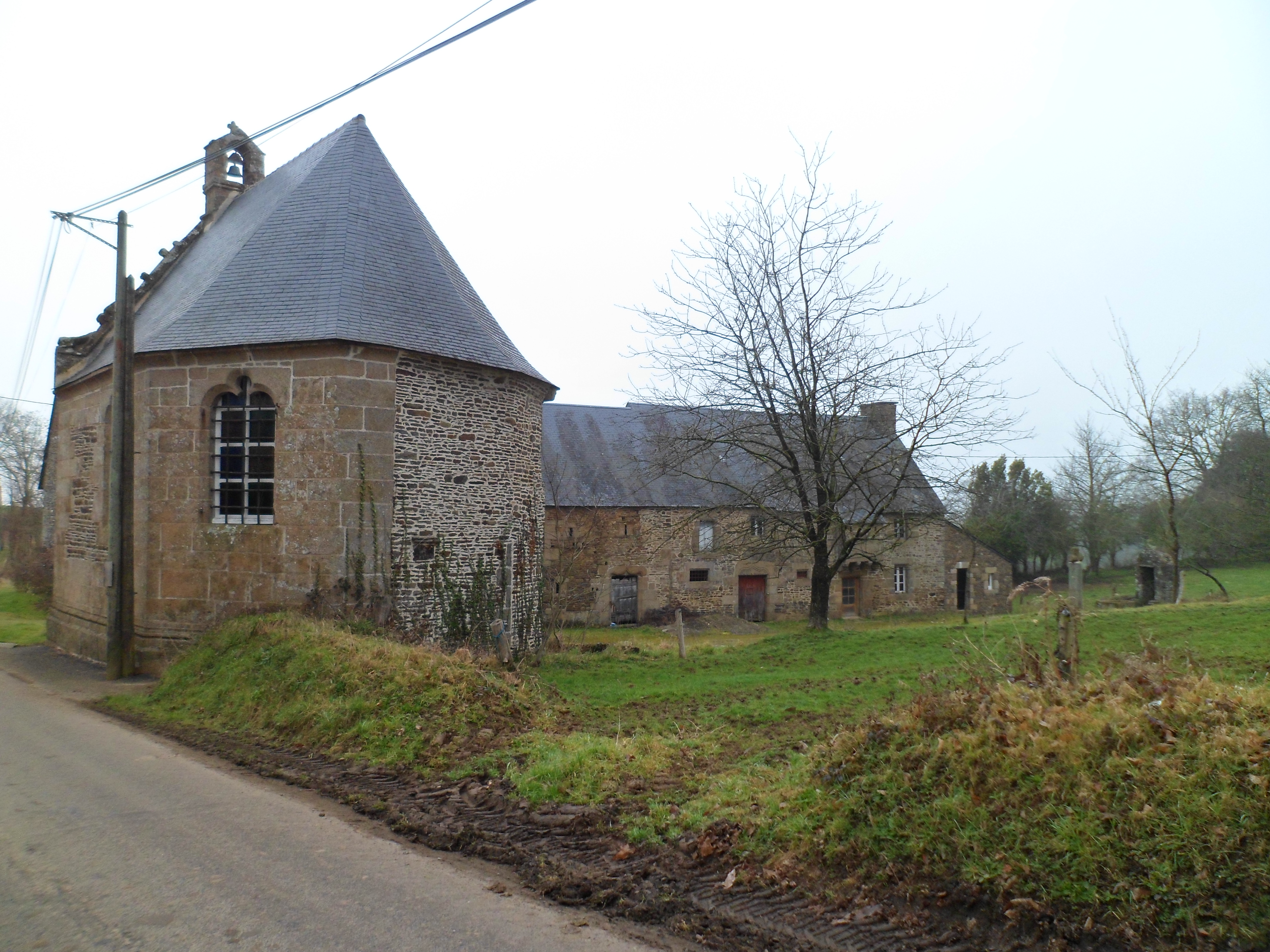
Le manoir de Carnet et la chapelle.

- Manoir de Carnet, chapelle Sainte-Barbe et puits au lieu-dit le Guémarais (XVe et XVIe siècles), inscrits aux monuments historiques en 1990[21].
- Église Notre-Dame (XVIe – XVIIIe siècles) avec son clocher coiffé en dôme. Elle abrite un groupe sculpté du XIVe sainte Anne et la Vierge classé au titre objet aux monuments historiques[22], ainsi qu'un autel latéral (XVIIIe), un bénitier (XVIIe), une statue de saint Sébastien (XVIIIe) et une verrière (XXe) de Charles Lorin[11].
- La Pintière (XVIIe siècle), ancienne propriété de la famille Guiton.
- Croix de chemins.
- Manoir de Carnet et chapelle Sainte-Barbe.
- Maison datée 1624 près de l'église.

Pour mémoire
- Manoir de Margotin (détruit). Cet ancien fief relevait de celui de Carnet. Son nom est conservé dans le plan d'eau du Petit Margotin (un hectare)[11].